# Zákon o zaměstnanosti
Zákon o zaměstnanosti upravuje zabezpečování státní politiky zaměstnanosti, jejímž cílem je dosažení plné zaměstnanosti a ochrana proti nezaměstnanosti.

## Systematika zákona
- Část první: Úvodní ustanovení (§ 1–13)
  - Hlava I: Předmět úpravy (§ 1)
  - Hlava II: Základní ustanovení (§ 2–5)
  - Hlava III: Působnost ministerstva (§ 6)
  - Hlava IV: Úřady práce a jejich působnost (§ 7–8)
  - Hlava V: Posuzování zdravotního stavu fyzických osob a součinnost zdravotnických zařízení při posuzování zdravotního stavu fyzických osob (§ 9; § 9a–9b zrušeny)
  - Hlava VI: Právo na zaměstnání (§ 10–12; § 13 zrušen)
- Část druhá: Zprostředkování zaměstnání (§ 14–66)
  - Hlava I: Obecná ustanovení (§ 14–17)
  - Hlava II: Zprostředkování zaměstnání úřady práce (§ 18–38)
  - Hlava III: Podpora v nezaměstnanosti a podpora při rekvalifikaci (§ 39–57)
  - Hlava IV: Zprostředkování zaměstnání agenturami práce (§ 58–66)
- Část třetí: Zaměstnávání osob se zdravotním postižením (§ 67–84)
- Část čtvrtá: Zaměstnávání zaměstnanců ze zahraničí (§ 85–103)
  - Hlava I: Informační povinnost zaměstnavatele při zaměstnávání zaměstnanců ze zahraničí (§ 85–88)
  - Hlava II: Povolení k zaměstnání cizince (§ 89–101)
  - Hlava III: Evidence občanů Evropské unie a cizinců (§ 102)
  - Hlava IV: Zmocnění k přijetí národních opatření v oblasti zaměstnávání (§ 103)
- Část pátá: Aktivní politika zaměstnanosti (§ 104–120)
  - Hlava I: Opatření a nástroje (§ 104–107)
  - Hlava II: Rekvalifikace (§ 108–110)
  - Hlava III: Investiční pobídky (§ 111)
  - Hlava IV: Další nástroje aktivní politiky zaměstnanosti (§ 112–119; § 114–115 zrušeny)
  - Hlava V: Cílené programy k řešení zaměstnanosti (§ 120)
- Část šestá: Výkon umělecké, kulturní, sportovní nebo reklamní činnosti dítěte (§ 121–124)
- Část sedmá: Kontrolní činnost (§ 125–141)
- Část osmá: Společná, přechodná a závěrečná ustanovení (§ 142–151)
  - Hlava I: Společná ustanovení (§ 142–147b)
  - Hlava II: Přechodná a závěrečná ustanovení (§ 148–151)
- Příloha 1: Názvy a sídla úřadů práce
- Příloha 2: Úřady práce a vymezení jejich územních obvodů